# بیست و سومین نمایشگاه بین‌المللی کتاب تهران

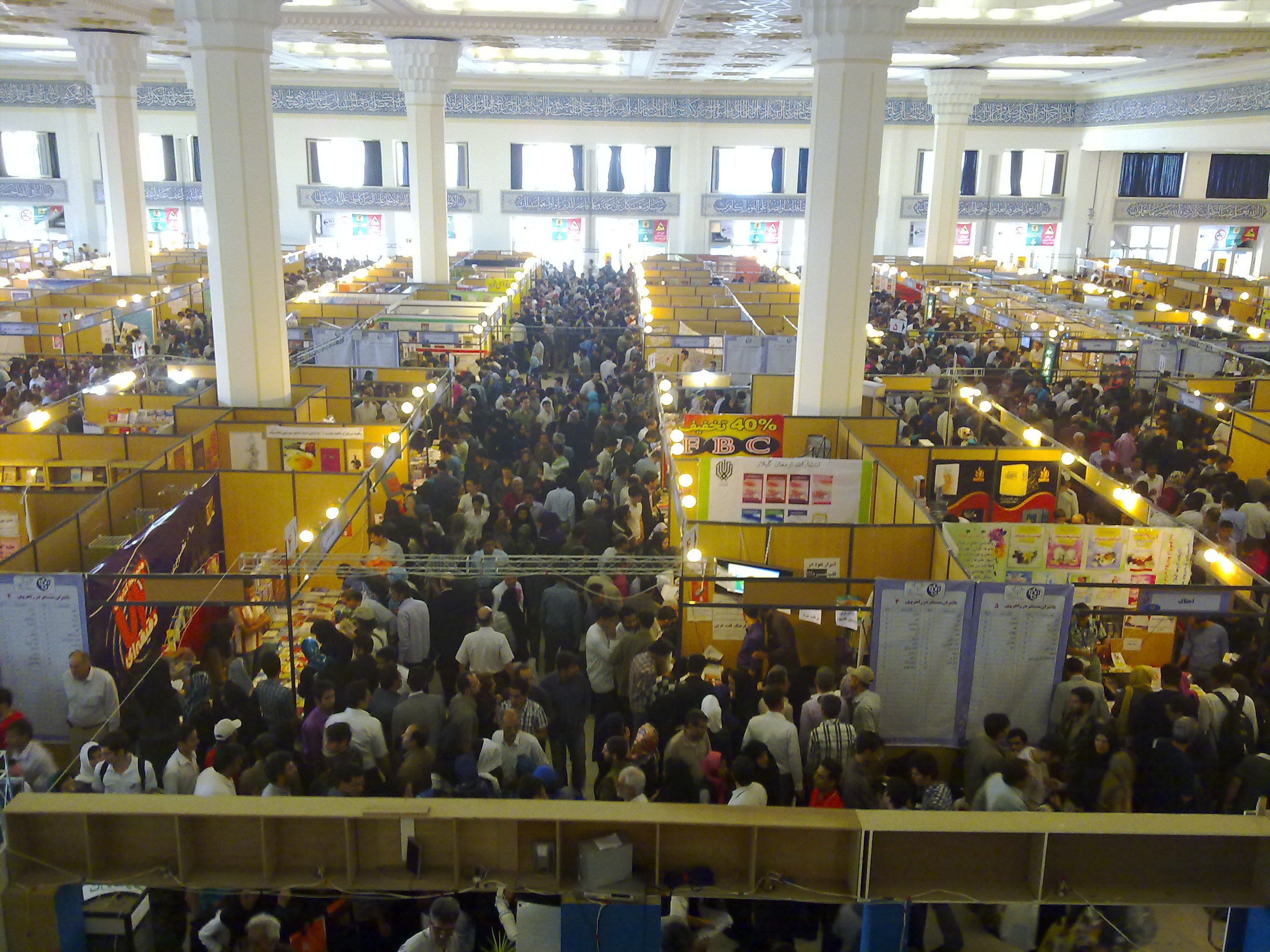
شبستان عمومی مصلی تهران در ۱۷ اردیبهشت

بیست و سومین نمایشگاه بین‌المللی کتاب تهران طی روزهای ۱۵ تا ۲۵ اردیبهشت ۱۳۸۹ در مکان مصلی تهران برگزار شد.
این نمایشگاه در روز ۱۵ اردیبهشت با حضور محمد گلپایگانی، محمدرضا رحیمی، سید محمد حسینی، مرتضی بختیاری، مرتضی تمدن و محسن پرویز آغاز به کار کرد. در این نمایشگاه در حدود ۱۱۲۹ ناشر داخلی و ۹۸۰ ناشر خارجی از ۸۰ کشور جهان شرکت دارند.
در طول مدت برپایی نمایشگاه، متروی تهران و شرکت تاکسیرانی تهران اقدام به سرویس‌دهی ویژه و مضاعف نمودند.
سید محمد حسینی، وزیر فرهنگ و ارشاد اعلام نمود که بیش از ۵ میلیون نفر از این نمایشگاه بازدید نموده‌اند و ۵۵ درصد بازدیدکنندگان شهرستانی بودند. میانگین بازدید روزانه از نمایشگاه ۵۰۰ هزار نفر بود و بیش از ۱۰۰ میلیارد تومان نیز خرید کتاب انجام گرفت.
عملیات ساختمانی که در رواق‌های این عمارت در حال انجام است، فضای پوشیده‌ٔ مصلی را کمتر از سال گذشته کرده بود. از جمله تبعات این کاهش فضا انتقال بخش‌های چون کتاب کودک و نوجوان، ناشران دانشگاهی و کتاب‌های کمک آموزشی به چادرهایی در حیاط و پارکینگ مصلی بوده‌است.

## جمع‌آوری کتاب‌ها و ممنوعیت‌ها
در نخستین روز برگزاری، برخی از کتاب‌ها، از جمله تمامی آثار یوسف صانعی و حسینعلی منتظری از سطح نمایشگاه برچیده شدند. این آثار را پس از جمع‌آوری در دفتر فرهنگی مصلا نگهداری کردند.
در روز آغاز نمایشگاه مسئولان وزارت فرهنگ و ارشاد مانع از حضور غرفه و انتشارات سید محمد بهشتی در نمایشگاه تهران شدند. یکی از مسئولان دفتر نشر آثار بهشتی گفت که مجوز برای تشکیل غرفه صادر شده بود ولی در روز اول غرفه توسط انتشاراتی دیگری اشغال شده بود. او گفت پس از مراجعه به مسئولان برگزاری اطلاع یافت که مجوز این انتشارات باطل شده‌است. ولی یکی از مدیران نمایشگاه اظهار کرد بنیاد بهشتی در نمایشگاه کتاب ثبت نام نکرده بود.
همچنین ممنوعیت عرضه شامل کتاب‌های هوشنگ گلشیری و فروغ فرخزاد  و کتاب‌هایی ازمحمود دولت آبادی منتشر شده توسط «نشر قطره» نیز شد. کانون نویسندگان ایران در بیانیه‌ای، تحت فشار قرار دادن ناشران مستقل را محکوم و به محرومیت برخی از ناشران ایرانی از شرکت در این نمایشگاه اعتراض کرد. براساس گزارش وبگاه تابناک کتاب‌هایی همچون «قدرت، اسلام و نخبگان سیاسی» ، «چرا سیاست از دین آزاد نمی‌شود؟»، کتاب‌های تأییدکننده هولوکاست، کتاب‌ها درباره ذن، بهائیت و بابیت در این نمایشگاه جمع‌آوری شدند.
در روز ۱۸ اردیبهشت به مسئولین غرفه‌ها دستور داده شد تا مجموعه کتاب‌های عباس معروفی از جمله کتاب‌های سال بلوا، آونگ خاطره‌های ما، دریاروندگان جزیره آبی‌تر و سمفونی مردگان را از سطح نمایشگاه جمع‌آوری نموده و از فروش آن‌ها جلوگیری کنند. غرفه مشاهیر و مفاخر ایران نیز توسط مسئولان نمایشگاه بسته شد.

## حاشیه‌ها
۱۴ اردیبهشت محسن پرویز رئیس نمایشگاه کتاب تهران به مخالفان هشدار داد که از نمایشگاه کتاب بهره‌برداری سیاسی نکنند. او تأمین امنیت نمایشگاه را بر عهده مسئولان انتظامی و امنیتی دانست. 
نمایشگاه کتاب تهران در حالی برگزار شد که فضای نمایشگاه زیر پوشش دوربین‌های مداربسته قرار داشت.
در روز شنبه ۱۸ اردیبهشت تعدادی از افراد حاضر در نمایشگاه علیه آنچه که رعایت نکردن حجاب در نمایشگاه عنوان کردند، اقدام به سردادن شعار نمودند که با درگیری‌هایی پراکنده همراه شد.
زهره الهیان نماینده مجلس گفت در بازدید از نمایشگاه کتاب به همراه تعدادی از نمایندگان با عدم رعایت شئونات اسلامی مواجه شده‌اند و این مورد در کمیسیون امنیت ملی مورد بحث قرار گرفته‌است. او گفت تعدادی از نمایندگان خواستار ارائه توضیح از سوی وزارت ارشاد شدند.
بر اساس گفته‌های حسین ساجدینیا «فرمانده انتظامی تهران بزرگ» پس از اطلاع نیروی انتظامی از توزیع کتاب «موسوعه الخلیج العربی» در غرفه مصر این غرفه، پلمپ وکتاب‌های توزیع شده جمع‌آوری شد.
همچنین رهبر جمهوری اسلامی اقدام به بازدید از نمایشگاه کرد.